# Божествено (сериал)
Божествено (на турски: Fi) е турски трилър сериал, излязъл в интернет платформата puhutv през 2017 г., а по-късно и на телевизионния екран по Show TV през 2018 г. по едноименния роман на Азра Кохен „Fi, Çi, Pi“.
В рамките на 50 часа след пускането на първите три епизода, той е гледан от 3,5 милиона зрители. Първите 9 епизода са гледани от 50 милиона зрители. Според статистически данни, събрани от различни турски агенции, сред 48-те милиона интернет потребители в Турция, броят на потребителите, които гледат сериала по това време, е 8 милиона.
Вторият сезон на сериала има различна история от книгите. Това се превръща в голям проблем за читателите и последователите на Азра Кохен. Авторът отменя сериала поради факта, че продуцентската компания не се придържа към оригиналния сюжет и дълбочината на съдържанието на трилогията и съди продуцентската компания Ay Yapım. Делото все още е в съда към 2022 г.

## Сюжет
Джан Манай е известен психиатър, който е водещ на телевизионно шоу за психотерапия. Той лесно завоюва всяко женско сърце, но когато среща Дуру – красива танцьорка, силно се влюбва в нея. За да може да е близо до любимата си, Джан купува къща в съседство с нейната и много скоро започва непредсказуемо да се намесва в нейния живот. Дуру и нейният приятел Дениз са щастлива двойка, докато манипулативният психиатър не обърква съзнанието им с подмолните си действия. Постепенно Дуру започва да се пита дали Дениз е подходящият мъж за нея. Младата двойка е лесна жертва, но Джан Манай среща корав противник в лицето на журналистката Йозге. По поръчка на медийния бос Садък Колхан, тя се рови дълбоко в миналото на известния терапевт и е решена да извади наяве всичките му мръсни тайни.

## Излъчване
| Сезон | Сезон | Епизоди | Начало на сезона | Край на сезона | Всички епизоди | ТВ сезон    | ТВ канал |
| ----- | ----- | ------- | ---------------- | -------------- | -------------- | ----------- | -------- |
|       | 1     | 12      | 31 март 2017     | 16 юни 2017    | 1 – 12         | 2017        | puhutv   |
|       | 2     | 10      | 9 ноември 2017   | 9 март 2018    | 13 – 22        | 2017 – 2018 | puhutv   |

## Излъчване в България
| Сезон | Сезон | Епизоди | Начало на сезона     | Край на сезона       | Всички епизоди | ТВ сезон | ТВ канал | Дата и час                 |
| ----- | ----- | ------- | -------------------- | -------------------- | -------------- | -------- | -------- | -------------------------- |
|       | 1     | 18      | 3 септември 2019 г.  | 26 септември 2019 г. | 1 – 18         | 2019 г.  | bTV Lady | всеки делничен ден (23:00) |
|       | 2     | 17      | 27 септември 2019 г. | 21 октомври 2019 г.  | 19 – 35        | 2019 г.  | bTV Lady | всеки делничен ден (23:00) |

## Актьорски състав
- Озан Гювен – Джан Манай
- Серенай Саръкая – Дуру Дурулай
- Мехмет Гюнсюр – Дениз Саръзейбек
- Берак Тюзюнатач – Йозге Егели
- Бюшра Девели – Билге Гьоргюн
- Тюляй Гюнал – Ети Йондер
- Осман Сонант – Садък Мурат Колхан
- Ясемин Ален – Едже
- Нехир Ердоан – Ниляй
- Жале Аръкан – Джейхан
- Емир Бендерлиолу – Али
- Хакан Аталай – Кая
- Армаган Оуз – Гьоксел
- Мюжгян Ферхан Шенсой – Зейнеп
- Хивда Зизан Алп – Ада
- Мерве Чаъран – Джерен
- Джанберк Гюлтекин – Доуру Гьоргюн
- Дефне Каялар – Айлин
- Ефеджан Шенолсун – Мурат Йълмаз
- Тууче Балталъ – Мелис
- Нихал Мензил – Гюляй Гюзелдже
- Шахин Ергюней – Нуман
- Енес Атъш – Фуркан
- Несрин Джавадзаде – Алара
- Сезин Акбашоулларъ – Ъшъл
- Нур Фетахоолу – Билур
- Йозге Йозпиринчджи – Съла
- Бурак Серген – Туурул Пашаоглу
- Герчек Алнъачък – Сера
- Йозгюр Емре Йълдъръм – Митхат Шахин
- Едже Диздар – Назлъ
- Сонгюл Йоден – Йълдъз Колхан

## Формат
За разлика от турските телевизионни сериали, които се излъчват през същия период, Божествено е излъчен по Puhu TV, онлайн платформа за сериали в интернет, с 60-минутни нецензурирани епизоди. Епизодите от поредицата са публикувани на платформата на Puhu TV в 4K резолюция Ultra HD и безплатно. Тъй като сериалът се излъчва в интернет и няма възможност за реклама в интернет, както е по телевизията, на много сцени от епизодите на сериала има реклами на някои марки. Примерите включват реклама на Водафон, обозначена като „Vodafone Arena“ в една сцена и решението на Джан Манай да купи телефон Самсунг, след като вижда реклама за телефона с мотото „премахване на границите“.
Основната история на поредицата се върти около Джан Манай, главния герой, и разказва историята на трансформацията на всички герои във времето. Пишейки за медийния сайт MedyaBey, Шадан Kaба описва Божествено като история, съсредоточена около „Джан Манай и други герои“ и вярва, че продуцирането на сериала във формат от 60-минутни епизоди би било предимство, тъй като би елиминирало риска от изчерпване на време и материал. Освен това еротичните сцени в много от епизодите на Божествено са обект на дискусия в социалните мрежи. Писателят на Mилийет Сина Koлоулу пише в статията си, че докато се излъчват по телевизията, тези сцени трябва да се променят и предлага продуцентският екип да направи две различни версии за този тип сцени.

## Продукция

### Развитие
В интервю авторката на поредицата от романи Азра Кохен говори за това, че се е срещала с много продуцентски компании за превръщането на нейните книги във филм или телевизионен сериал и казва, че първоначално не е искала книгите й веднага да бъдат превърнати в телевизионен сериал и е решила да изчака поне 5 години. Въпреки това, след дискусия с Ay Yapım, тя променя решението си. Озан Гювен казва на среща през май 2017 г., че проектът е бил предложен за първи път преди 1,5 години и че главният актьорски състав не е бил сформиран по това време, но самият проект е бил иницииран. Авторът на романите по-късно споменава, че романите са били написани като поредица от книги за самопомощ, които тя не е искала да бъдат превърнати в успешна работа по това време и добавя, че тя „вече е [написала] книгите с визуално възприятие“ и затова тя е проектирала сюжетните линии по съответния начин. Авторката също така споменава, че човекът, който е променил нейното мнение относно превръщането на книгите в телевизионен сериал, всъщност е Пелин Дишташ и казва: „Освен Ay Yapım, Пелин Дишташ беше доста важна фигура [...]“. Авторката присъства на срещи, провеждани от продуцентски компании, за да разпознае „различни категории хора“, докато не отива в Ay Yapım, и също така добавя: „Ако не беше този екип, без персонала на Ay Yapım, нямаше да има поредици, направени от тези книги.“
Когато проектът е обявен онлайн за първи път, той е посочен като „Fi, Çi, Pi“ в социалните медии, но Азра Кохен, автор на поредицата от романи, казва, че поредицата ще има само едно име. Официалното име на поредицата е обявено от puhutv като Fi през март 2017 г. и е публикуван първият рекламен плакат. Нюкхет Бъчакчъ адаптира поредицата от романи, за да подготви сценария на телевизионния сериал. Първият промоционален видеоклип от поредицата е пуснат на 10 март 2017 г. На 31 март 2017 г. е обявена датата на излизане на първите три епизода. На 25 март 2017 г. е съобщено, че телекомуникационната компания Водафон ще спонсорира поредицата и обявява на своите клиенти, че могат да гледат Fi в продължение на 6 месеца, без да плащат такси за интернет.
През декември 2017 г. авторката Азра Кохен се появява в радиопрограмата Yazarın Dilinden на Radyo Trafik Marmara и обявява, че телевизионният сериал ще завърши с общо два сезона. Тя добавя, че не иска сериалът да продължи, като казва, че сериалът е планиран да продължи 4 сезона, но вторият сезон се е отклонил от книгите и че единственото нещо, което остава неизменно, са героите. В интервюто Азра Кохен казва, че в първия сезон „след първите три епизода референтните точки са останали същите, [...], но те разказват съвсем различна история след това“. Продуцентската компания планира да завърши проекта с два сезона от самото начало поради липсата на действие в първите две книги и писателят на Хабертюрк Мустафа Доган твърди, че продуцентската компания, а не Кохен, е решила да завърши сериала по-рано. Кохен на свой ред казва, че в договора с продуцентската компания е упоменато, че "сериалът по никакъв начин не може да се отклони от същността на книгата и нейните герои и не може да излезе отвъд значението си" и тя е взела решението да прекратява сериала и също така написва книга за преживяванията си по време на този процес.

### Кастинг
Първият избор за образа на Джан Манай е Озан Гювен от самото начало и е потвърден от колегата на Кохен Ебру, който казва: „Бяхме толкова обсебени от Озан Гювен, че бихме направили всичко, за да го накараме да приеме ролята“. Другите два алтернативни избора за ролята са били Джем Йълмаз и Окан Баюлген. Членовете на главния актьорски състав дават интервю за Vogue Türkiye, което е публикувано през април 2017 г. Озан Гювен заявява, че е приел ролята „поради различното й естество в сравнение с повтарящия се монопол на турските телевизионни сериали“.
Серенай Саръкая и Берак Tюзюнатач са на почивка в Миконос, когато получават предложение да изиграят двама от главните герои в поредицата. Саръкая, която изиграва героинята Дуру, казва, че е приела предложението, без дори да е прочела сценария, тъй като смята, че ролята е „първата по рода си“ и дори е убедила Берак Тюзюнатач да изиграе ролята на Йозге. Тъй като тя е на път да изобрази професионална балерина, Саръкая взема уроци по танци в продължение на три месеца. Tюзюнатач подстригва косата си късо в подготовка за ролята на Йозге. В тяхното интервю Берак Tюзюнатач заявява, че е убедила Мехмет Гюнсюр да приеме предложението да изиграе героя Дениз. Бюшра Девели, която е избрана да изобрази Билге, също дава интервю като член на главния актьорски състав. Мехмет Гюнсюр казва, че „За да навлезете в начина на мислене на Дениз, първо трябва да разберете идеите му“ и да оставите косата му да расте по-дълго, за да се направи външния му вид подобен на този на героя.
Другите двама главни герои, Ети и Садък, са изобразени съответно от Тюлай Гюнал и Осман Сонант. На 7 март 2017 г. е потвърдено, че Йозге Йозпиринчджи ще се появи като гост-актриса в първите 5 епизода. Друга повтаряща се роля е дадена на Aрмаган Oгуз, който изобразява Гьоксел. Джем Йълмаз се появява като гост в четвъртия епизод на сезон 1. В десетия епизод на първия сезон към актьорския състав се присъединяват още двама актьори; Приятелката на Йозге, Ъшъл, е изиграна от Сезин Акбашогуларъ, а ролята на съпругата на Садък, Йълдъз, е дадена на Сонгюл Йоден.

### Заснемане
След като главният актьорски състав на сериала е обявен, през декември 2016 г. е проведена фотосесия за представяне на актьорите. Основните снимки на първи сезон започват в Маслак през януари 2017 г. Танцовата сцена в първия епизод, „Av ve Avcı“, която включва героинята Дуру (Серенай Саръкая) като главна танцьорка, е хореографирана от Зейнеп Taнбай, а музиката е композирана от Джем Йогет. Сцената е записана в Uniq Hall в Маслак. Основните снимки по-късно са продължени в истанбулския квартал Бебек и квартал Нишанташъ. За местоположението на университета, в който Дуру е студент, е използван кампусът Бомонти на Университета за изящни изкуства Мимар Синан.
Снимките на втория сезон започват на 15 септември 2017 г.

### Технически екип
Сериалът е режисиран от Мерт Байкал, а Нюкхет Бъчакчъ е сценарист. Отговорността за стила е поета от Башак Дизер Татлъту и Дениз Maршан, но името на двойката не е включено в основното заглавие за първите три епизода. Сериалът е продуциран от Keрем Чатай и Пелин Дишташ.

### Вдъхновения и препратки
Името на поредицата идва от гръцката буква фи, която се използва за изразяване на златното сечение и се използва като име на романа на Азра Кохен, на който е базирана поредицата. Във втория епизод Дениз (Мехмет Гюнсюр) води Дуру (Серенай Саръкая) в тяхната градина и й представя лимоново дърво като подарък. Сцената е включена като препратка към първия филм на Серенай Саръкая Limon Ağacı (Лимоново дърво).

## Музика
В зависимост от основната тема на всеки епизод, студентите от Факултета по изящни изкуства създават и изпълняват различни видове музика и звуци. Но като цяло музиката на поредицата, включително музиката на основното заглавие, е композирана от Джем Йогет. В осмия епизод на първи сезон, Диджле Oлджай, придружена от Дениз и други ученици, изпълнява парче, наречено „Aç Kapıyı Gir İçeri“ (първоначално изпълнено от певицата Maви). За финала на първия сезон поемата на Mухидин Aбдал „İnsan İnsan“ е композирана в песен от Фазъл Сай и изпълнена от Гювенч Дагустюн, Джем Адриан, Селва Eрденер и Бурджу Уяр. Парчето първоначално се появява в албума на Фазъл Сай от 2013 г. İlk Şarkılar и според Бурджу Уяр първоначално е било подготвено за филм, но производството е спряно и филмът е отменен.

## Реализация
През януари 2017 г. е обявено, че сериалът ще се състои от общо два сезона, всеки сезон от 13 епизода и пет епизода ще бъдат публикувани всеки месец. Освен това е добавено, че множество епизоди ще бъдат публикувани в една конкретна седмица, вместо да се пуска по един епизод всяка седмица. На 31 март 2017 г. премиерата на сериала се състои във Volkswagen Arena в Истанбул и след показване на 18-минутен специален преглед, първите три епизода на Божествено са пуснати по Puhu TV. Четвъртият, петият и шестият епизод на първия сезон са публикувани на 21 април 2017 г. Следващите три епизода трябва да излязат на 19 май 2017 г., но по искане на Серенай Саръкая, седмият епизод е пуснат на 5 май. По-късно, на среща с Озан Гювен и Тюлай Гюнал, е обявено, че първият сезон ще съдържа 12 епизода. Последният епизод на първия сезон е публикуван на 16 юни 2017 г.
На 16 август 2017 г. е съобщено, че сериалът ще бъде излъчен по Show TV. На 21 август 2017 г. авторът на Vatan Оя Доган съобщава за среща с директора на канала Show TV Суави Доган и обявява, че сериалът ще бъде излъчен след края на втория си сезон, като 26 епизода ще бъдат излъчвани два пъти седмично между март – юни 2017 г. Озан Гювен по-късно прави публикация в профила си в Инстаграм, заявявайки, че вторият сезон ще започне през септември 2017 г. Въпреки това puhutv по-късно обявява, че новият сезон ще започне на 9 ноември.

## Международно разпространение
Първоначално сериалът е продаден в 6 държави, включително Чили. През октомври 2017 г. е обявено, че Божествено ще бъде първият турски сериал, който ще се излъчва в Южна Корея. От март до октомври 2020 г. сериала е излъчен по канала ViuTV Six в Хонконг.

## Културни реакции

### Критичен прием
Авторът на Хабертюрк Мустафа Доган пише в статия, че сюжетът на сериала е под влиянието на този на Петдесет нюанса сиво. Той също така поздравява всички актьори за изпълнението им, с изключение на Берак Tюзюнатач. Пишейки за Ватан, Oя Доган реагира положително на сериала. Тя харесва първите три епизода и изпраща най-големите аплодисменти на Мерт Байкал за таланта му да режисира шоуто. Йозай Шендир от Mилийет вярва, че има само двама ветерани актьори в сериала и критикува съществуването на твърде много сексуални сцени. Сценаристът на Сабах Aйше Йозйълмазел хвали сериала, като казва: „Музика, снимки, актьорска игра, темп, вълнение, всичко е 10/10“. Друг автор на Mилийет, Назлъ Mенги, критикува поредицата и смята, че „Поредицата от филми за секса и любовния живот на г-н Грей остава още по-невинна“ в сравнение с тази поредица. Сцена във финала на първия сезон също е обект на критика, по време на която героинята Дуру излиза от душа с грим на лицето си. Пишейки за Ватан, Джем Джеминай вярва, че фокусът върху критиката не трябва да е върху външния вид на Дуру, докато излиза от душа, а вместо това трябва да бъде насочен към отговора, който тя е направила на въпроса на приятеля си по телефона.

### Гледания
Първите три епизода от поредицата са гледани от 3,5 милиона зрители в рамките на 50 часа след публикуването. Това съответства на рейтинг от около 8. Според изчисленията броят на гледанията на първите 9 епизода достига 50 милиона. От 48 милиона интернет потребители в Турция, броят на потребителите, които са гледали сериала, е около 8 милиона.

### В популярната култура
Сцената, показваща как героят Джан Манай пие вода в първия епизод, става обект на дискусия в медиите и хора като Елиз Сакучоглу правят коментари за това. Появата на Дуру с червено перце в главата в подготовка за нейното шоу също е много харесвана и обсъждана в социалните медии. Дванадесетият епизод от първия сезон включва сцена, по време на която героинята Дуру получава нервен срив и крещи „Работих най-много“. Тази сцена по-късно е превърната в популярно интернет меме.

## В България
В България сериалът започва излъчване на 11 юни 2019 г. по интернет платформата на bTV Voyo.bg и завършва на 15 юли. На 3 септември започва излъчване по bTV Lady и завършва на 21 октомври. На 21 март 2021 г. започва повторно излъчване и завършва на 18 юли. На 4 ноември започва ново повторение и завършва на 3 декември. 
На 23 март 2020 г. започва излъчване по bTV и завършва на 26 юни. Ролите се озвучават от Златина Тасева, Ирина Маринова, Симона Стоянова, Росен Русев и Петър Бонев.